# Coupe d'Europe des vainqueurs de coupe masculine de handball 2009-2010
Navigation
Coupe des Coupes 2008-2009 Coupe des coupes 2010-2011
La Coupe d'Europe des vainqueurs de coupe masculine de handball 2009-2010 est la 35e édition de la compétition.
Organisée par la Fédération européenne de handball (EHF), la compétition est ouverte à 32 clubs de handball d'associations membres de l'EHF. Ces clubs sont qualifiés en fonction de leurs résultats dans leur pays d'origine lors de la saison 2008-2009.
Elle est remportée par le club allemand du VfL Gummersbach, vainqueur en finale du club espagnol du BM Granollers.

## Résultats

### Seizièmes de finale
| Équipe 1               | Score   | Équipe 2                    | Aller | Retour |
| ---------------------- | ------- | --------------------------- | ----- | ------ |
| VfL Gummersbach        | 86 – 34 | KH Kastrioti-Ferizaj        | 48-21 | 38-13  |
| ABC Braga              | 56 – 52 | Collège de Chypre           | 27-26 | 29-26  |
| Team Tvis Holstebro    | 60 – 56 | HC Meshkov Brest            | 31-23 | 29-33  |
| AEK Athènes            | 46 – 51 | Izmir BSB SK                | 24-29 | 22-22  |
| HV KRAS/Volendam       | 48 – 80 | SDC San Antonio             | 28-43 | 20-37  |
| Aon Fivers             | 48 – 72 | IF Guif Eskilstuna          | 24-31 | 24-41  |
| United HC Tongeren     | 49 – 58 | BSV Berne                   | 28-29 | 21-29  |
| RK Medveščak Zagreb    | 54 – 55 | IL Runar Sandefjord         | 29-24 | 25-31  |
| Kaustik Volgograd      | 62 – 48 | HC Berchem                  | 32-27 | 30-21  |
| RK Kolubara            | 80 – 68 | HF Neistin Tórshavn         | 37-36 | 43-32  |
| Dobroudja Dobritch     | 35 – 75 | HC Portovik Youjne          | 14-36 | 21-39  |
| HC Conversano          | 49 – 52 | Steaua Bucarest             | 27-22 | 22-30  |
| HC Olimpus-85 Chișinău | 51 – 79 | RK Metalurg Skopje          | 19-39 | 32-40  |
| RK Lovćen Cetinje      | 47 – 57 | Tremblay-en-France Handball | 27-24 | 20-33  |
| Ferencváros TC         | 51 – 62 | RK Cimos Koper              | 29-34 | 22-28  |
| RK Sloga Doboj         | 52 – 68 | BM Granollers               | 27-40 | 25-28  |

### Huitièmes de finale
| Équipe 1            | Score   | Équipe 2                    | Aller | Retour |
| ------------------- | ------- | --------------------------- | ----- | ------ |
| VfL Gummersbach     | 58 – 53 | ABC Braga                   | 30-26 | 28-27  |
| Team Tvis Holstebro | 64 – 51 | Izmir BSB SK                | 31-24 | 33-27  |
| SDC San Antonio     | 72 – 48 | IF Guif Eskilstuna          | 40-22 | 32-26  |
| BSV Berne           | 66 – 63 | IL Runar Sandefjord         | 33-33 | 33-30  |
| RK Kolubara         | 54 – 46 | Kaustik Volgograd           | 29-25 | 25-21  |
| Steaua Bucarest     | 39 – 33 | HC Portovik Youjne          | 10-0  | 29-33  |
| RK Metalurg Skopje  | 43 – 48 | Tremblay-en-France Handball | 26-24 | 17-24  |
| RK Cimos Koper      | 58 – 61 | BM Granollers               | 27-26 | 31-35  |

### Quarts de finale
| Équipe 1            | Score   | Équipe 2                    | Aller | Retour |
| ------------------- | ------- | --------------------------- | ----- | ------ |
| Team Tvis Holstebro | 54 – 62 | VfL Gummersbach             | 27-32 | 27-30  |
| BSV Berne           | 58 – 80 | SDC San Antonio             | 28-42 | 30-38  |
| Steaua Bucarest     | 51 – 50 | RK Kolubara                 | 31-26 | 20-24  |
| BM Granollers       | 62 – 59 | Tremblay-en-France Handball | 28-21 | 34-38  |

### Demi-finales
| Équipe 1        | Score   | Équipe 2        | Aller | Retour |
| --------------- | ------- | --------------- | ----- | ------ |
| VfL Gummersbach | 61 – 54 | SDC San Antonio | 30-26 | 31-28  |
| Steaua Bucarest | 55 – 60 | BM Granollers   | 32-28 | 23-32  |

### Finale
| Équipe 1        | Score   | Équipe 2      | Aller | Retour |
| --------------- | ------- | ------------- | ----- | ------ |
| VfL Gummersbach | 67 – 62 | BM Granollers | 34-25 | 33-37  |

#### Finale aller
La finale aller, disputée le 22 mai 2010 dans la Eugen-Haas-Halle de Gummersbach devant 2 200 spectateurs, a vu le VfL Gummersbach s'imposer face au BM Granollers 34 à 25 (18-12) :
- VfL Gummersbach : Stojanović, Hammerschmidt – Lützelberger (8), Szilágyi (6), Pfahl  (5), Vuković    (5), Zrnić   (5), Krantz   (2), Wagner (2), Gunnarsson (1), Eisenkrätzer, Fäth, Rahmel, Teppich
- BM Granollers : Ohlander, Perez – Apelgren (4), Campos Linuesa (4), Svitlica   (4), Čutura (3), García Robledo   (3), Grundsten  (3), Pujol Reverter (2), Ferrer  (1), Puig (1), Andreu, Raigal Salcedo, Resina Forns
- Arbitres:  Arkadiusz Solodko et Leszek Solodko

#### Finale retour
La finale retour, disputée le 27 mai 2010 dans le Palais des sports de Granollers devant 5 000 spectateurs, a vu le BM Granollers s'imposer face au VfL Gummersbach 37 à 33 (18-16) :
- BM Granollers : Ohlander, Perez – García Robledo (8), Andreu   (6), Čutura (6), Puig  (5),  Svitlica   (4), Grundsten  (3), Ferrer   (2), Resina Forns (2), Apelgren (1), Campos Linuesa, Pujol Reverter, Raigal Salcedo
- VfL Gummersbach : Stojanović, Hammerschmidt – Szilágyi   (9), Vuković (6), Gunnarsson (5), Pfahl (5), Zrnić  (4), Lützelberger (2), Wagner    (2), Eisenkrätzer, Fäth, Krantz     , Rahmel, Teppich
- Arbitres:  Nenad Krstic et Peter Ljubic